# Xavi
Xavier Hernández (Terrassa, 25. siječnja 1980.), poznatiji kao Xavi, španjolski je nogometni trener i bivši nogometaš. Igrao je na poziciji  veznog.

## Vanjske poveznice
- Profil, Soccerway
- Profil, Transfermarkt